# Villavaliente
Villavaliente er en by og kommune i det sydøstlige Spanien i provinsen Albacete. Den har et indbyggertal på 201 (2024) indbyggere.